# Gneis

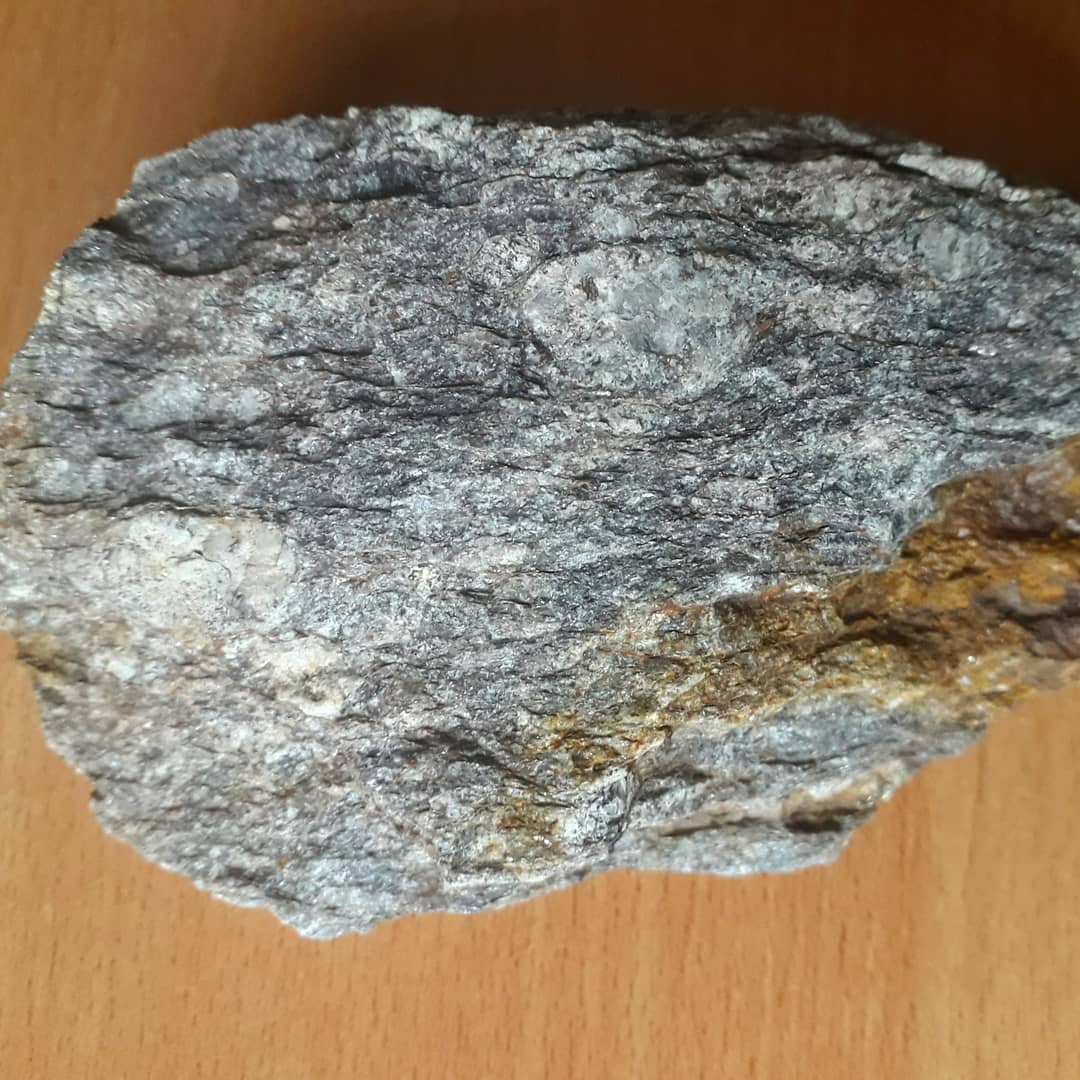
Gneis «Ollo de Sapo».

Se denomina gneis o neis a una roca metamórfica foliada compuesta por los mismos minerales que el granito (cuarzo, feldespato y mica), pero con orientación definida en bandas, con capas alternas de minerales claros y oscuros. A veces presenta porfiroclastos feldespáticos distribuidos con regularidad, denominándose en este caso gneis glandular.
Los gneises reciben diferentes denominaciones en función de los componentes (gneis biotítico, moscovítico), el origen (ortogneis si es producto del metamorfismo de rocas ígneas y paragneis, si lo es de rocas sedimentarias), o la textura (p. ej. gneis glandular).

## Etimología
La etimología de la palabra gneis no está clara. Según algunas fuentes procede del verbo del medio alto alemán gneist, chispear, por el brillo de sus minerales.

## Descripción

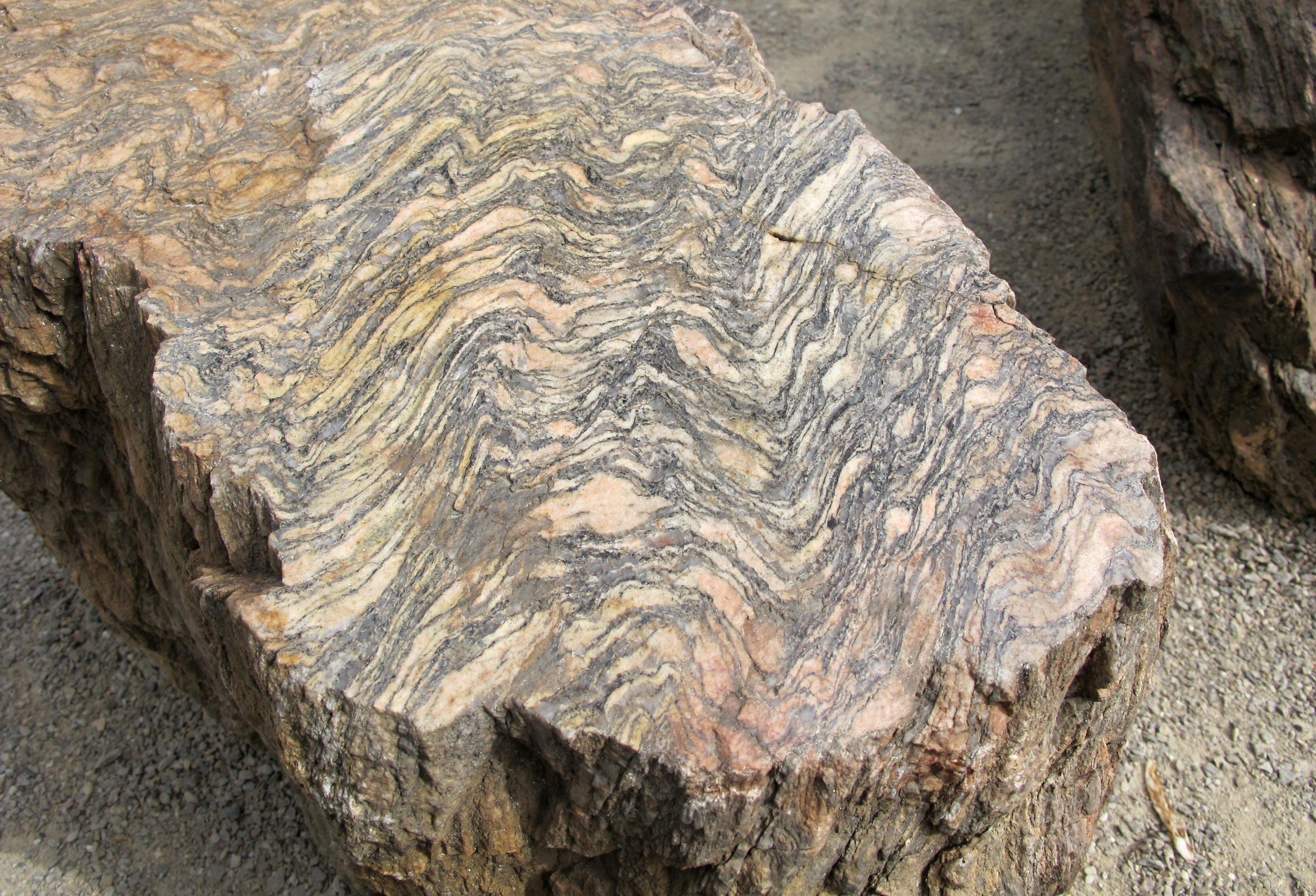
Ortogneis de la República Checa

En Estados Unidos y Reino Unido el gneis define a una roca metamórfica de grano grueso que muestra bandas composicionales (bandas gneísicas) pero esquistosidad poco desarrollada y escisión indistinta. En Europa, el término se ha aplicado más ampliamente a cualquier roca metamórfica gruesa, pobre en mica y de alto grado.Es una roca metamórfica compuesta de granos minerales fácilmente visibles a simple vista, que forman capas composicionales obvias, pero que solo tiene una débil tendencia a fracturarse a lo largo de estas capas. 
Tanto el Servicio Geológico Británico como la Unión Internacional de Ciencias Geológicas usan el vocablo gneis como una definición amplia categoría textural de rocas metamórficas de grano mediano y  grueso que presentan esquistosidad poco desarrolladas, con capas de composición de más de 5 milímetros de espesor y que tiende a dividirse en placas más de 1 centímetro de grosor. Ninguna de estas definiciones depende de la composición o el origen, aunque las rocas pobres en minerales laminados tienen más probabilidades de producir textura gneisosa. Por tanto, las rocas gneisosas se recristalizan en gran medida, pero no contienen grandes cantidades de micas, clorita u otros minerales laminados. La roca metamórfica que muestra una esquistosidad más fuerte se clasifica como esquistos, mientras que la roca metamórfica desprovista de esquistosidad se llama granofels.
Los gneis que son rocas ígneas metamorfoseadas o su equivalente se denominan gneis de granito, gneis de diorita, etc. Las rocas de gneis también pueden recibir el nombre de un componente característico como el gneis granate, el gneis de biotita, el gneis de albita, etc. Ortogneis designa un gneis derivado de una roca ígnea, y paragneis es uno de una roca sedimentaria . El Servicio Geológico Británico como la Unión Internacional de Ciencias Geológicas usan gneisosa para describir rocas con la textura de gneis, aunque gneisica también sigue siendo de uso común. Por ejemplo, un metagranito gneisoso o un metagranito gneisico significan un granito que se ha metamorfoseado y, por lo tanto, ha adquirido una textura gneisosa.
El aumento de tamaño de granos que conlleva muchas veces el metamorfismo que produce gneis destruye estructuras preexistentes más finas, más aún si el gneis también ha experimentado fusión parcial.

### Bandas gneísicas

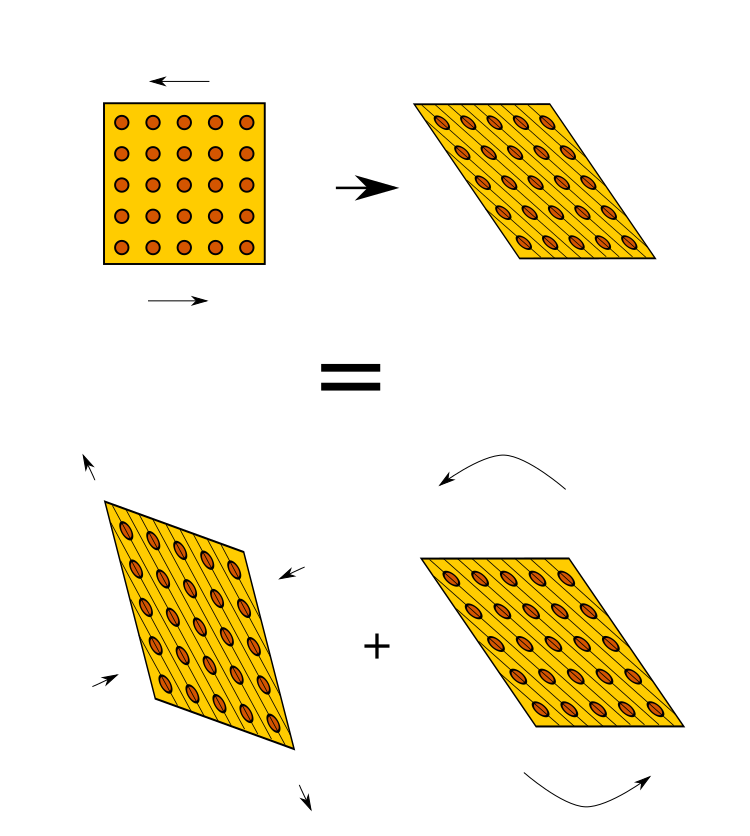
Deformación por cizallamiento puro de la roca que produce bandas gneísicas. La roca no deformada se muestra en la parte superior izquierda y el resultado de la deformación por corte puro en la parte superior derecha. En la parte inferior izquierda está el componente de estiramiento de la deformación, que comprime la roca en una dirección y la estira en la otra, como muestran las flechas. La roca se gira simultáneamente para producir la configuración final, que se repite en la parte inferior derecha..

Los minerales del gneis están dispuestos en capas que aparecen como bandas en sección transversal. A esto se le llama bandas gneísicas. Las bandas más oscuras tienen relativamente más minerales máficos (los que contienen más magnesio y hierro). Las bandas más ligeras contienen relativamente más minerales félsicos (minerales como feldespato o cuarzo, que contienen más elementos más ligeros, como aluminio, sodio y potasio).
Las bandas se desarrollan a alta temperatura cuando la roca está más fuertemente comprimida en una dirección que en otras direcciones (estrés no hidrostático). Las bandas se desarrollan perpendicularmente a la dirección de mayor compresión, también llamada dirección de acortamiento, a medida que los minerales laminados se rotan o recristalizan en capas paralelas.
Una causa común de estrés no hidrodinámico es la sujeción del protolito (el material rocoso original que sufre metamorfismo) a una fuerza de corte extrema, una fuerza de deslizamiento similar al empuje de la parte superior de una baraja de cartas en una dirección, y la parte inferior de la cubierta en la otra dirección. Estas fuerzas estiran la roca como un plástico y el material original se extiende en láminas. Según el teorema de la descomposición polar, la deformación producida por tal fuerza cortante es equivalente a la rotación de la roca combinada con acortamiento en una dirección y extensión en otra.
Algunas bandas se forman a partir de material rocoso original (protolito) que se somete a temperaturas y presiones extremas y se componen de capas alternas de arenisca (más clara) y lutita (más oscura), que se metamorfosea en bandas de cuarcita y mica.
Otra causa de las bandas es la "diferenciación metamórfica", que separa diferentes materiales en diferentes capas a través de reacciones químicas, un proceso que no se comprende completamente.
Dado que el granito a diferencia de otras rocas ya posee grano grueso es requiere menos deformación y metamorfismo formar una roca con estructura gneisica a partir de un granito que de rocas volcánicas osedimentarias.

### Gneis glandular

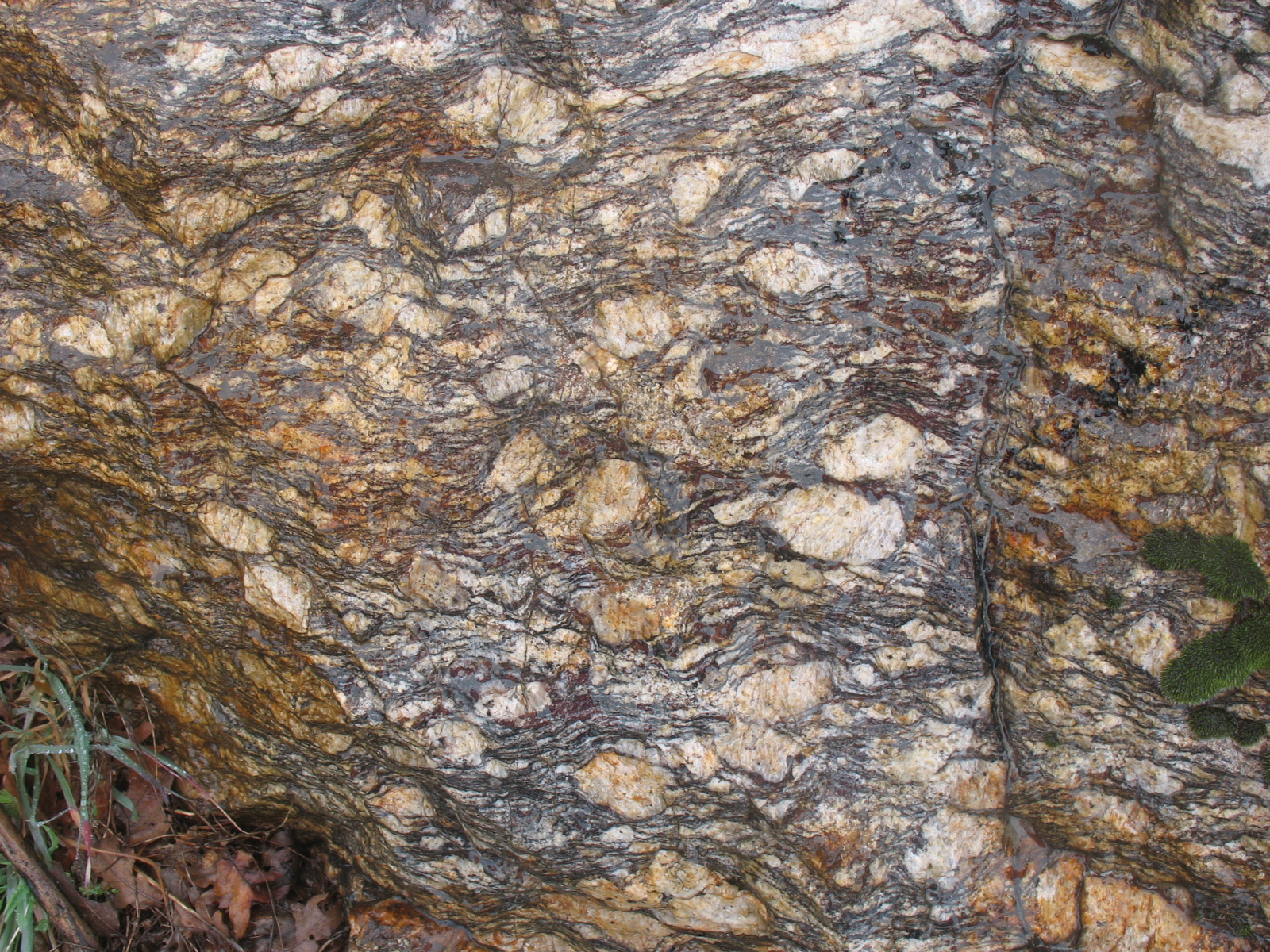
Gneis glandular del Sistema Central español.

El gneis glandular o augen gneiss (del alemán Augen [ˈaʊɡən], 'ojos') es un gneis resultante del metamorfismo del granito, que contiene granos característicos elípticos o lenticulares unidos por cizallamiento (porfiroclastos), normalmente de feldespato, rodeados de material de grano más fino. El material de grano más fino se deforma alrededor de los granos de feldespato más resistentes para producir esta textura.

### Migmatita
La migmatita es un gneis que consta de dos o más tipos de rocas distintos, uno de los cuales tiene la apariencia de un gneis ordinario (el mesosoma) y otro tiene la apariencia de una roca intrusiva como pegmatita, aplita o granito (leucosoma). La roca también puede contener un melanosoma de roca máfica complementario al leucosoma. Las migmatitas a menudo se interpretan como rocas que se han fundido parcialmente, donde el leucosoma representa el derretimiento rico en sílice, el melanosoma la roca sólida residual que queda después del derretimiento parcial y el mesosoma la roca original que aún no ha experimentado una fusión parcial.

## Localizaciones

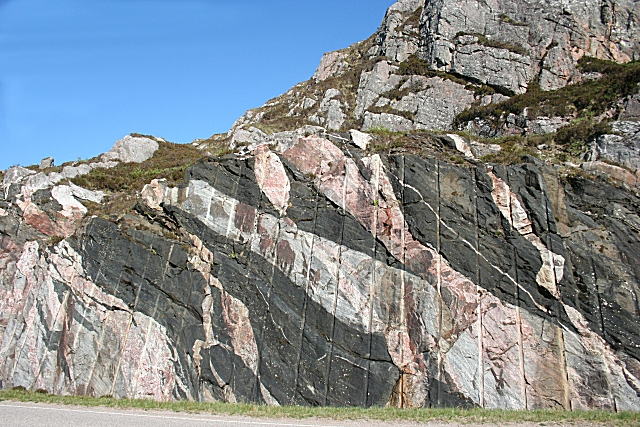
Gneises del complejo Lewisiano (gris claro), cortado por diques oscuros de Scourie (anfibolitas foliadas), ambos deformados y cortados por diques de granito rosa posteriores (no foliados).

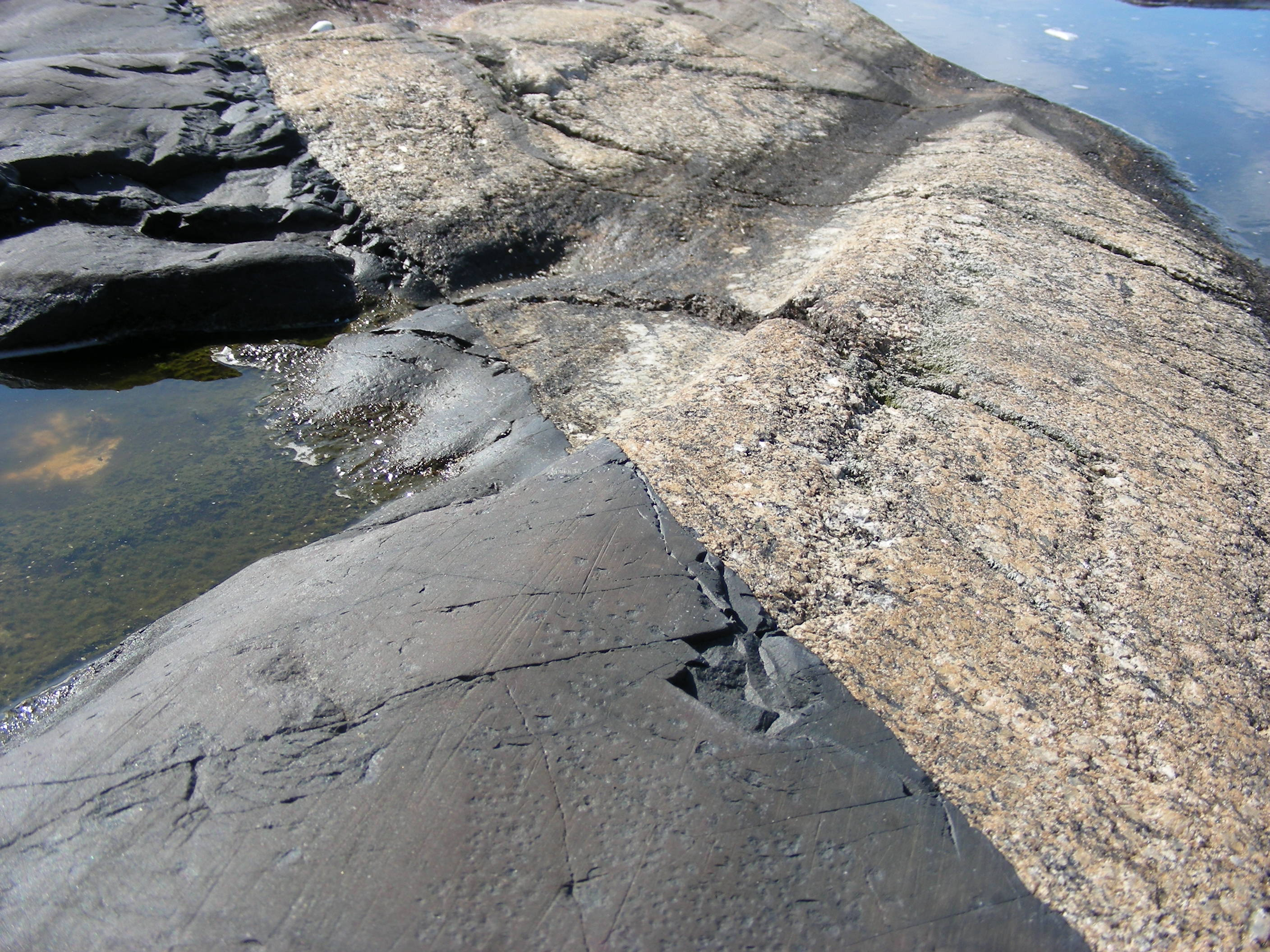
Contacto entre un dique de diabasa de color oscuro (alrededor de 1100 millones de años) y un paragneis migmatítico de color claro en el Parque nacional Kosterhavet en las Islas Koster frente a la costa occidental de Suecia.

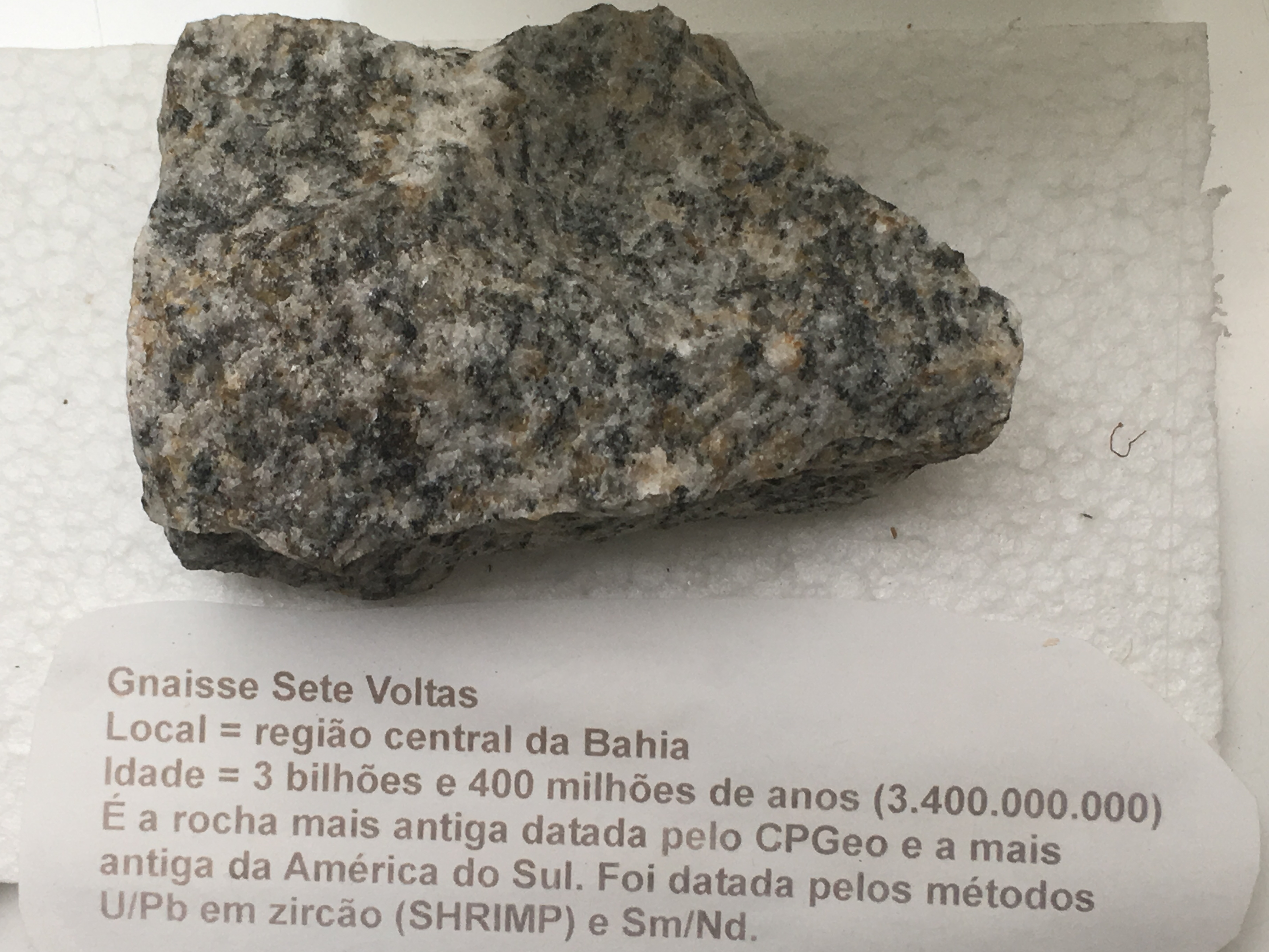
Muestra de gneis de Sete Voltas de Bahía en Brasil, el afloramiento rocoso más antiguo de la corteza de América del Sur, c. 3.4 mil millones de años (Arcaico).

Los gneis son característicos de áreas de metamorfismo regional que alcanza la facies metamórfica de anfibolita media a granulita. En otras palabras, la roca se metamorfoseó a una temperatura superior a 600 °C a presiones entre aproximadamente 2 y 24 kbar. Muchas variedades diferentes de roca pueden transformarse en gneis, por lo que los geólogos tienen cuidado de agregar descripciones del color y la composición mineral al nombre de cualquier gneis, como paragneiss granate-biotita o ortogneis rosa grisáceo.

### Cinturones de piedra verde de granito
Los escudos continentales son regiones de roca antigua expuesta que forman los núcleos estables de los continentes. La roca expuesta en las regiones más antiguas de escudos, que es de edad Arcaica (más de 2500 millones de años), pertenece en su mayoría a cinturones de granito-piedra verde. Los cinturones de piedra verde contienen roca metavolcánica y metasedimentaria que ha sufrido un grado de metamorfismo relativamente leve, a temperaturas de 350–500 °C y presiones de 200–500 MPa (2,000–5,000 bar). Los cinturones de piedra verde están rodeados por terrenos de gneis de alto grado que muestran un metamorfismo altamente deformado de baja presión y alta temperatura (más de 500 °C) a la facies de anfibolita o granulita. Estos forman la mayor parte de la roca expuesta en cratones Arcaicos.

### Cúpulas de gneis
Las cúpulas de gneis son comunes en los cinturones orogénicos (regiones de formación de montañas). Consisten en una cúpula de gneis invadida por granito y migmatita más jóvenes y cubierta con roca metasedimentaria o metavolcánica. Estos han sido interpretados como un registro geológico de dos eventos distintos de formación de montañas, con el primero produciendo el basamento de granito y el segundo deformando y derritiendo este basamento para producir las cúpulas. Sin embargo, algunas cúpulas de gneis pueden ser en realidad núcleos de complejos de núcleo metamórficos, regiones de la corteza profunda traídas a la superficie y expuestas durante la extensión de la corteza terrestre.

### Ejemplos
- El gneis Acasta se encuentra en los Territorios del Noroeste, Canadá, en una isla a unos 300 kilómetros al norte de Yellowknife. Este es uno de los fragmentos de corteza intactos más antiguos de la Tierra, metamorfoseado hace 3.58 a 4.031 mil millones de años.[26]
- El gneis de Lewis se encuentra en las Hébridas Exteriores de Escocia, en el continente escocés al oeste del Moine Thrust y en las islas de Coll y Tiree.[27] Estas rocas son en gran parte de origen ígneo, mezcladas con mármol metamorfoseado  cuarcita y esquisto de mica con intrusiones posteriores de dikes basálticos y magma granítico.[28]
- El gneis de Morton  es un gneis arcano expuesto en el valle del río Minnesota del suroeste de Minnesota, Estados Unidos. Se cree que es el bloque intacto de corteza continental más antiguo de los Estados Unidos.[29]
- El gneis peninsular es una secuencia de gneis arcaicos que se encuentran en todo el escudo indio y tienen una antigüedad de entre 3400 y 2500 millones de años.[30][31]

## Enlaces externos

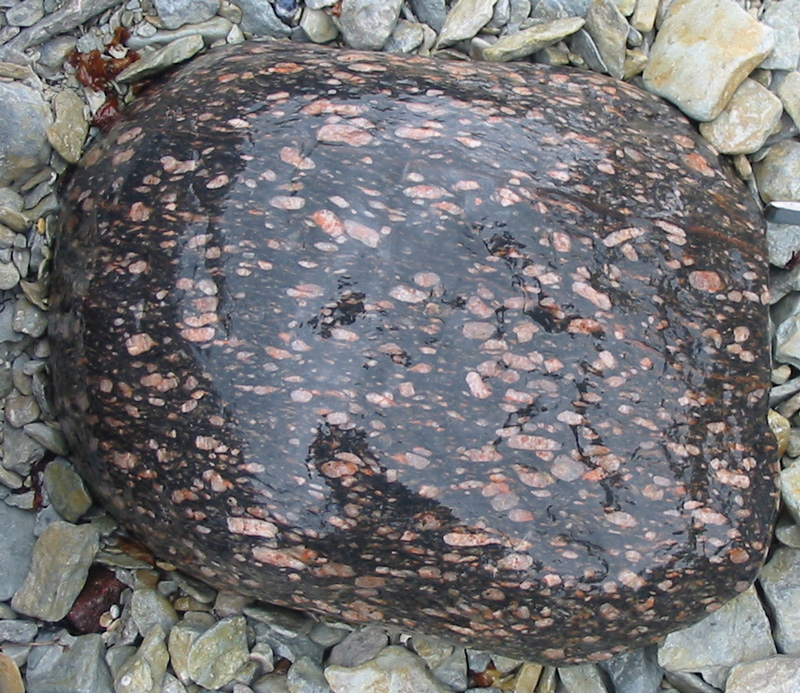
Gneis ocelado rodeado de grava de arenisca. Las manchas rojas se corresponden con el feldespato.